# Your Name Engraved Herein
Your Name Engraved Herein (刻在你心底的名字S, Kē zài nǐ xīndǐ de míngzìP) è un film del 2020 diretto da Liu Kuang-hui.

## Trama
Taiwan, 1987. Subito dopo l'abrogazione della legge marziale, i giovani Jia-han e Birdy si innamorano tra pressioni familiari, omofobia e stigma sociale. Tuttavia, il loro rapporto viene messo a dura prova nel momento in cui Birdy inizia a frequentare una ragazza conosciuta al liceo, Ban-Ban. Dopo una serie di discussioni alternate ad altrettanti momenti di riconciliazione, i due si perdono di vista una volta conclusi gli studi al liceo. In seguito, A-han ne approfitta per effettuare un'ultima chiamata a Birdy, allontanatosi per concentrarsi sugli esami di ammissione al college, durante la quale si lasciano andare a uno straziante pianto consapevoli di essere giunti alla fine del loro rapporto.
Québec, 2020. Dopo aver condotto vite separate, Jia-han e Birdy si incontrano casualmente in Canada, luogo in cui si erano recati per omaggiare la scomparsa di padre Oliver, il prete che operava all'epoca in cui i due frequentavano il liceo. Birdy, che è stato sposato con Ban-Ban prima di divorziare e ammettere la propria sessualità, dichiara per la prima volta a A-han di essere stato innamorato di lui da giovane e di aver represso i propri sentimenti per paura di non riuscire ad accettare se stesso. Raggiunto il proprio alloggio, A-han invita Birdy ad entrare per un drink; al rifiuto dell'uomo, i due proseguono comunque la loro camminata insieme. Infine, al sorgere del sole, A-han e Birdy si rivedono da giovani a passeggiare e cantare per le strade della città.

## Distribuzione
La pellicola è stata presentata in anteprima nell'ambito della quindicesima edizione del Festival del cinema asiatico di Osaka, tenutasi nel marzo del 2020. Il film stato distribuito nelle sale cinematografiche taiwanesi il 30 settembre 2020, mentre Netflix lo ha reso disponibile per lo streaming nel resto del mondo a partire dal 23 dicembre dello stesso anno.